# És el moment
És el moment (in valenciano: Ez el momento; in italiano: È il momento), è una coalizione di partiti politici spagnoli costituitasi nel novembre 2015 per partecipare alle elezioni generali del 2015 nella comunità autonoma di Valencia.
Alla coalizione, chiamata anche Compromís-Podemos-Es el momento, hanno aderito:
- Coalició Compromís, formata dal Blocco Nazionalista Valenciano e da altri partiti autonomisti di Valencia (Iniziativa per la Comunità Valenciana, Verdi-Equo, Gente di Compromís);
- Podemos.

Aveva intrapreso un percorso di avvicinamento alla coalizione anche la Sinistra Unita della Comunità Valenciana (EUPV), che tuttavia non riuscì a superare i contrasti con PODEMOS e Compromís.